# Schlossinsel (Mirow)

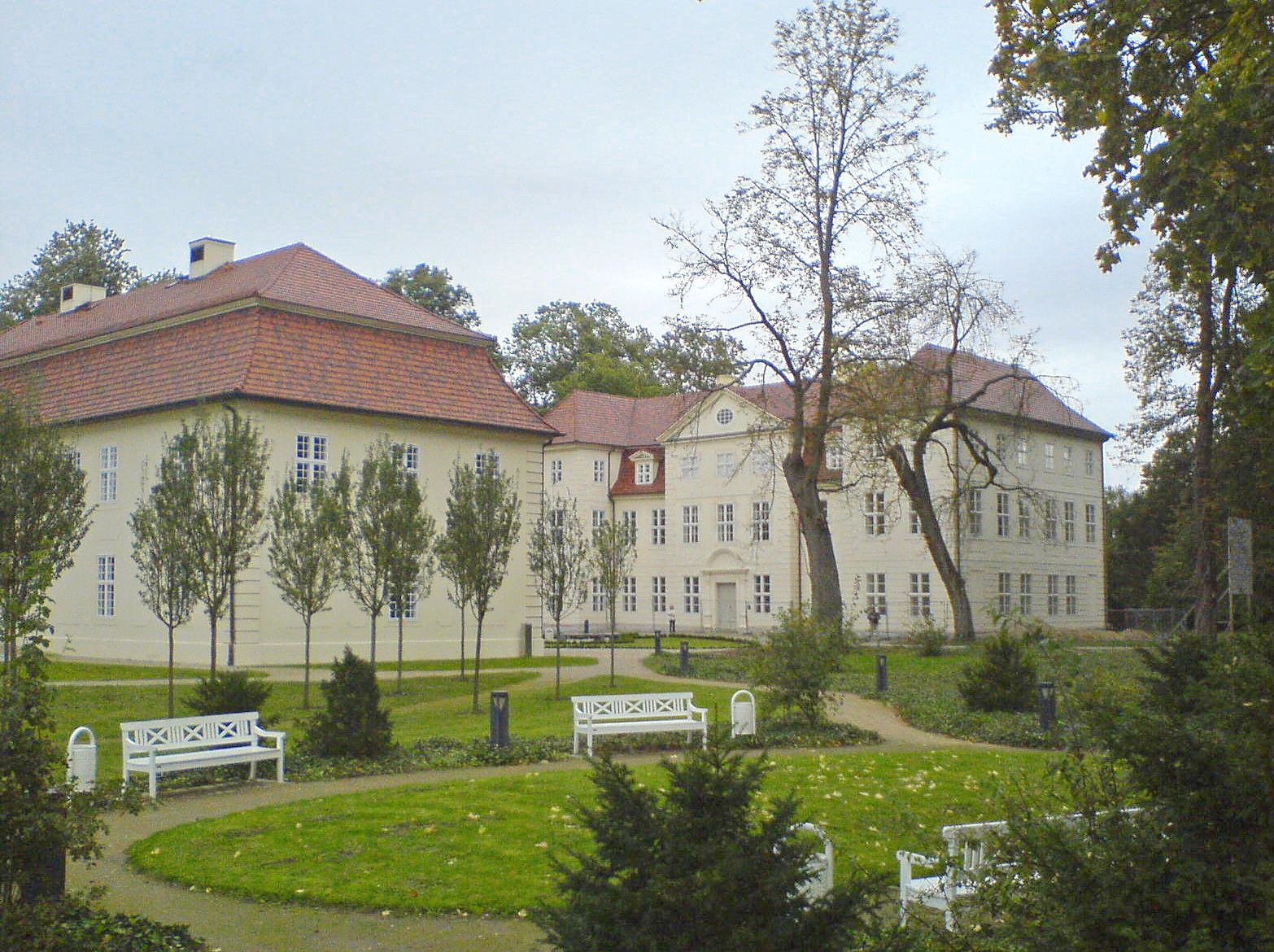
Blick aus dem Park auf das Kavaliershaus und das Mirower Schloss

Die Mirower Schlossinsel mit ihrem Gebäudeensemble in Mirow in Mecklenburg-Vorpommern war eine der Nebenresidenzen der Herzöge von Mecklenburg-Strelitz.

## Die Geschichte der Schlossinsel
Die Mirower Schlossinsel gründet sich auf einer Komturei des Johanniterordens im 13. Jahrhundert. Nach langwierigen Konfrontationen mit den Herrenmeistern von Sonnenburg gewannen die mecklenburgischen Herzöge während des 16. Jahrhunderts Einfluss auf die Ernennung der Komture. Nach dem Tod des letzten Mirower Komturs wurde die Komturei schließlich nur noch von evangelischen Administratoren betreut, die zumeist dem mecklenburgischen Herzogshaus entstammten und hier im Herrenhaus der Komturei ihren fürstlichen Wohnsitz nahmen. Die Komturei wurde 1648 säkularisiert. An den Gebäuden der Schlossinsel wurde während dieser Zeit beständig gebaut.
Mit dem Hamburger Vergleich von 1701 wurde Mirow Gründungsbestandteil des neu gebildeten (Teil-)Herzogtums Mecklenburg-Strelitz. Die Mirower Liegenschaften in fürstlichem Besitz wurden nach dem Tode Adolf Friedrichs II. als Witwensitz genutzt, das herzogliche Amt Mirow hatte wiederholt Versorgungsaufgaben für Mitglieder der Fürstenfamilie.
Nach einem Großbrand 1742 wurden weite Teile des Gebäudebestands erneuert. Der Mirower Hof hatte sich zu dieser Zeit trotz oder gerade wegen seiner Abgelegenheit kurzzeitig zu einem geistig-intellektuellen Zentrum des Landes entwickelt. Viele bedeutende Persönlichkeiten, die später in der zweiten Jahrhunderthälfte regionalen Entwicklungen entscheidende Impulse verliehen, gehörten um die Jahrhundertmitte der Mirower Hofgesellschaft an.
Ebenso rasch wie der Aufstieg verlor Mirow seit den 1750er Jahren wieder an Bedeutung. Ab der Mitte des 18. Jahrhunderts beschränkte sich die Rolle des Mirower Schlossensembles fast nur noch auf den standesgemäßen Rahmen von Beisetzungsfeierlichkeiten für Mitglieder der herzoglichen Familie. „Mirow ist ja jetzt die Stätte der Toten“, formulierte eine Reiseschriftstellerin noch kurz vor dem Ersten Weltkrieg.

## Das Torhaus

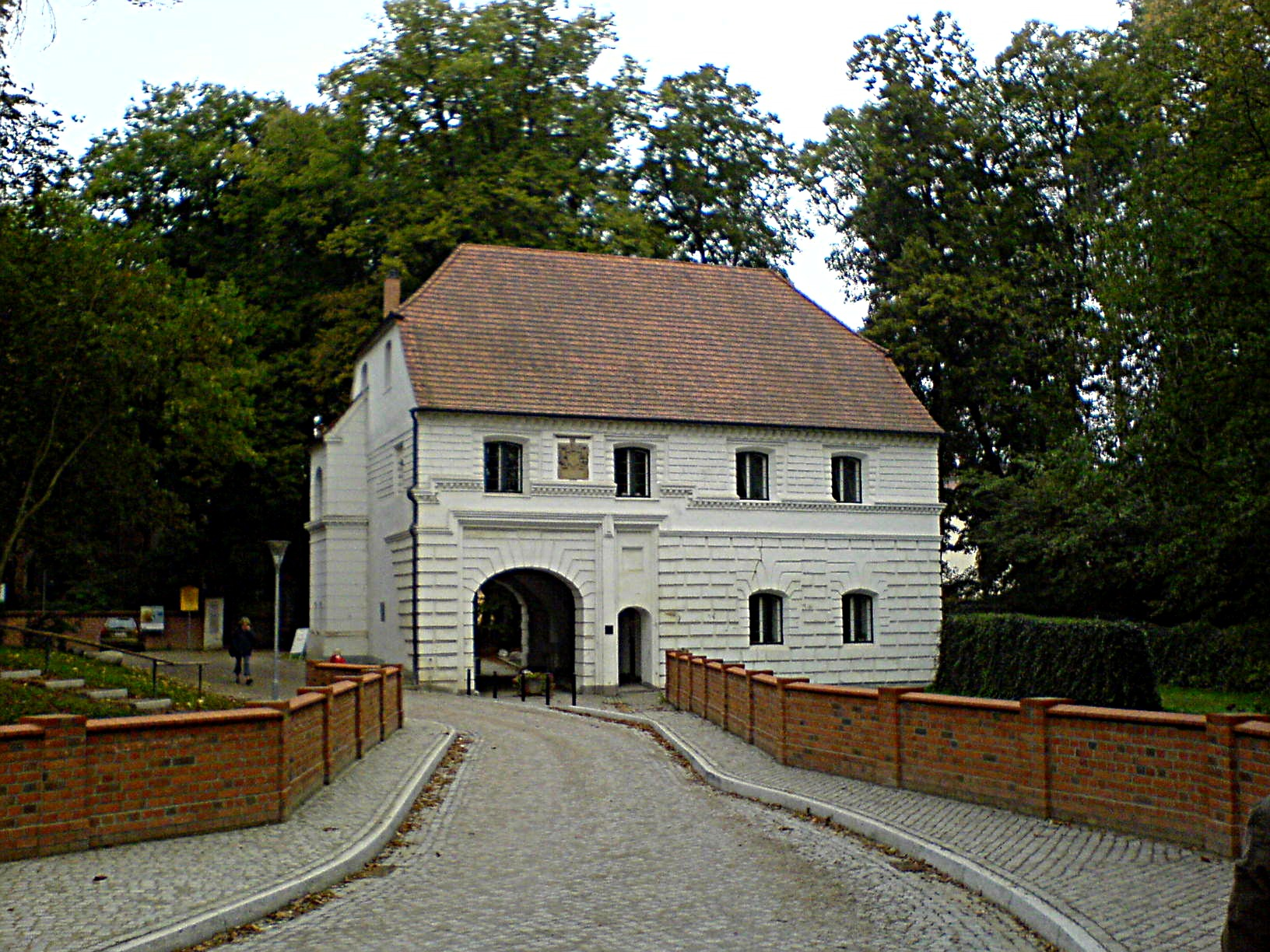
Das Torhaus von 1588

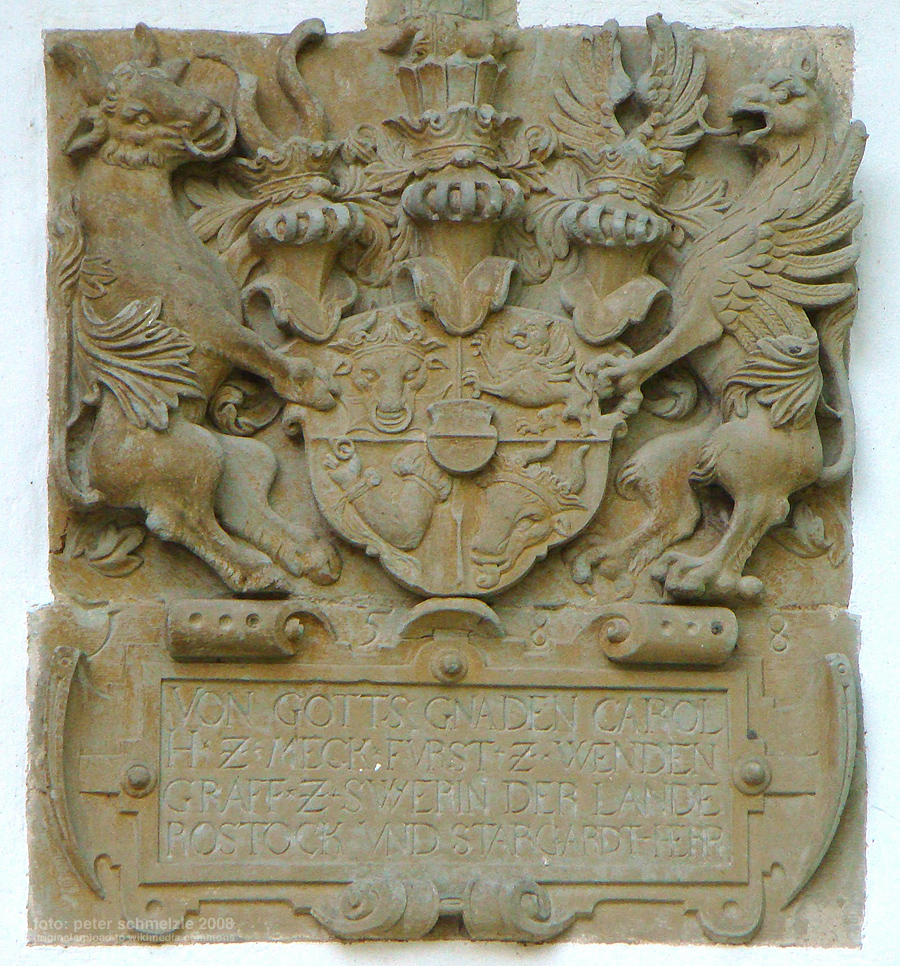
Mecklenburgisches Wappen

Das Torhaus ist der älteste, noch erhaltene Profanbau auf der Mirower Schlossinsel und auch der Stadt Mirow selbst. Dieser Torbau  war Teil des Befestigungssystems, das im 16. Jahrhundert auf der Schlossinsel angelegt worden war; Reste der Wallanlagen, die hinter einem Wassergraben liegen und die Schlossinsel umgeben, sind noch vorhanden. Das Gebäude wurde im Jahr 1588 im Baustil der Renaissance errichtet und von 1995 bis 1996 saniert. Stadtseitig ziert das Torhaus ein Relief mit einem mecklenburgischen Wappen von 1588 und eine kräftige Rustika.

## Das Schloss

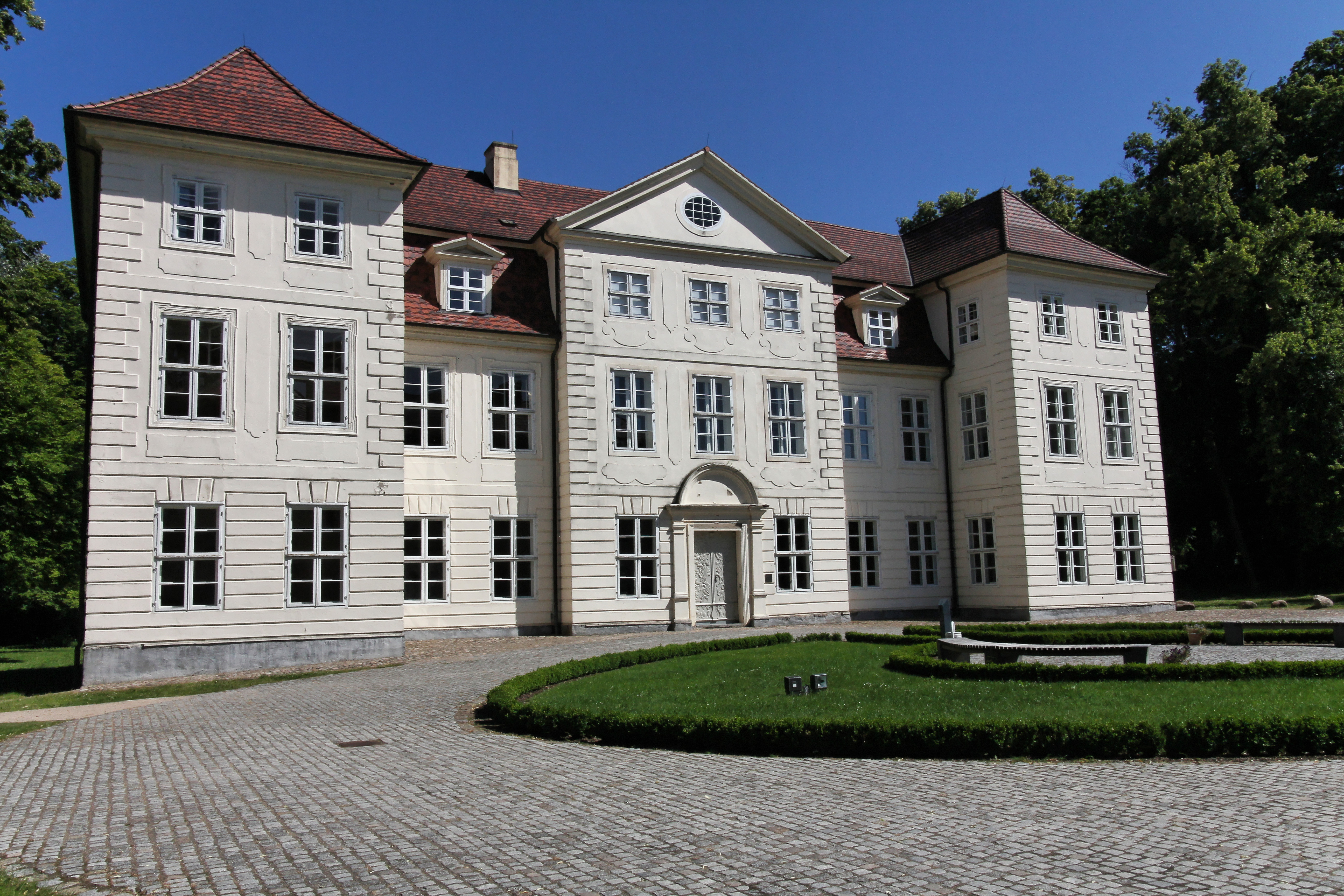
Das Schloss, Hoffassade

Das Schloss besteht in seinem Kern noch aus Teilen eines Vorgängerbaus von 1708, der bei dem Brand 1742 partiell zerstört wurde. Der barocke Festsaal stammt noch von 1710. Das heutige Schloss wurde von 1749 bis 1752 im Auftrag Adolf Friedrich III. nach Plänen von Christoph Julius Löwe erbaut. Es handelt sich um einen kleinen, zweigeschossigen Bau mit dem Grundriss eines H mit kurzen, risalitartigen und dreistöckigen Flügeln. Die Fassaden des elfachsigen Schlosses sind nur sparsam geschmückt, sowohl der mittlere Hof- wie auch der gartenseitige Risalit sind mit einem einfachen Giebel bekrönt. Das Raumgefüge lehnte sich an die französischen Landschlösser des 18. Jahrhunderts an. Die ehemals wertvolle Einrichtung soll unter anderem von bereits in Sanssouci tätig gewesenen Künstlern stammen, hiervon ist allerdings kaum noch ein Werk vorhanden. Nach dem Auszug der herzoglichen Familie stand das Schloss seit dem 18. Jahrhundert immer wieder für längere Zeit leer und wurde nur genutzt, wenn in der nahegelegenen Fürstengruft Beisetzungen stattfanden.
Zur Zeit der DDR wurde das Schloss als Seniorenheim genutzt.
Schloss und Schlossinsel gehören dem Land Mecklenburg-Vorpommern. Das Schloss wurde von 2003 bis Pfingsten 2014 umfassend restauriert und ist wieder öffentlich zugänglich. Es wurde am 7. Juni 2014 als Museum wiedereröffnet und präsentiert in den rekonstruierten Räumen vor allem Baubefunde. Im Festsaal kann seit 2015 geheiratet werden.

## Das Kavaliershaus

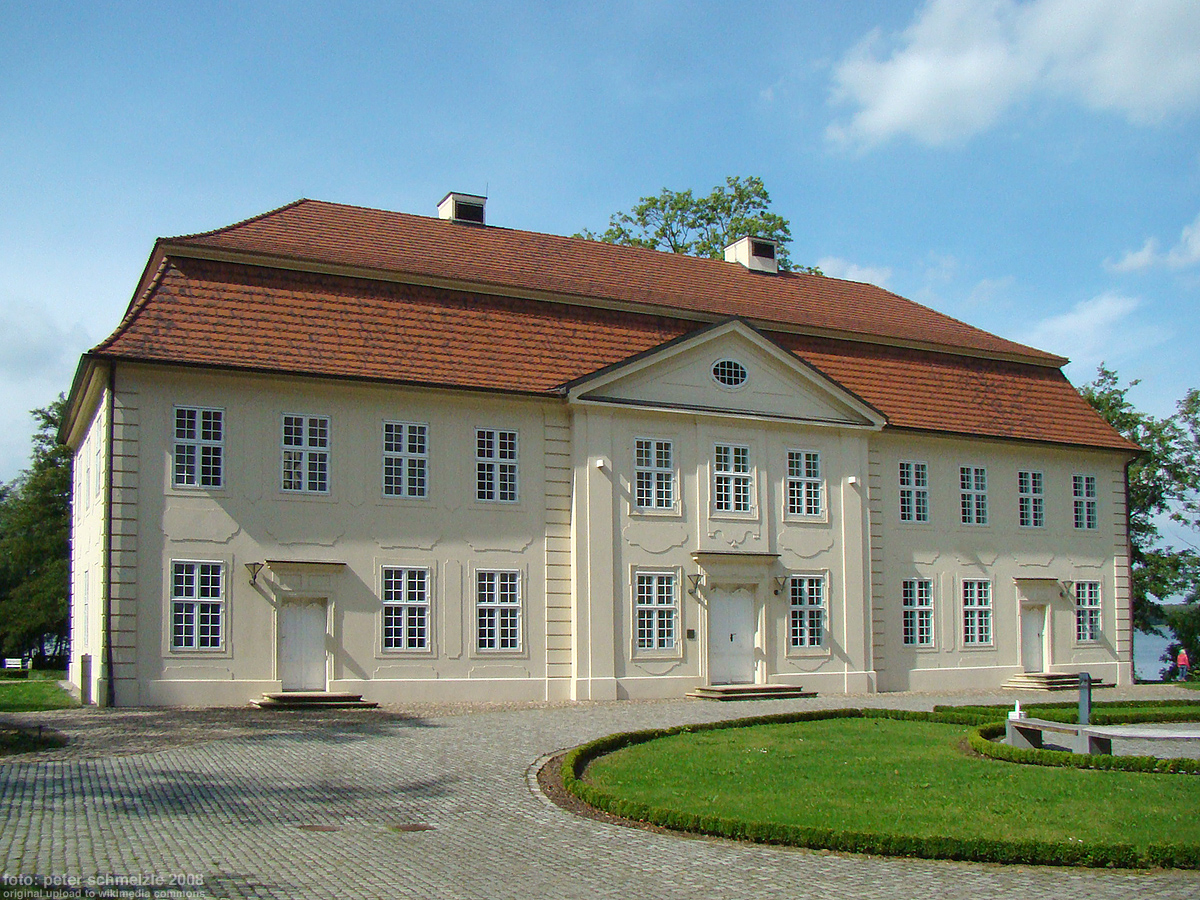
Blick auf die Hofseite des Kavaliershauses

Gegenüber dem Mirower Schloss wurde für den Hofstaat von 1756 bis 1758 ein Kavaliershaus erbaut. Das spätbarocke Bauwerk entspricht dem Schloss in Breite, Höhe und Anzahl der Gebäudeachsen; zwischen Schloss und Kavaliershaus liegt der Schlosshof. Das Kavaliershaus wurde nach einem Brand im 19. Jahrhundert und teilweiser Zerstörung vollständig wiederhergestellt.  Die Sanierung des Kavaliershauses wurde 2014 abgeschlossen. Heute wird es als Informationszentrum und für eine Dauerausstellung genutzt und firmiert unter dem Namen „3-Königinnen-Palais“. Der Öffentlichkeit stehen im Kavaliershaus Räumlichkeiten für kulturelle Veranstaltungen zur Verfügung. Im Untergeschoss befindet sich die Mirower Touristeninformation.

## Die Johanniterkirche

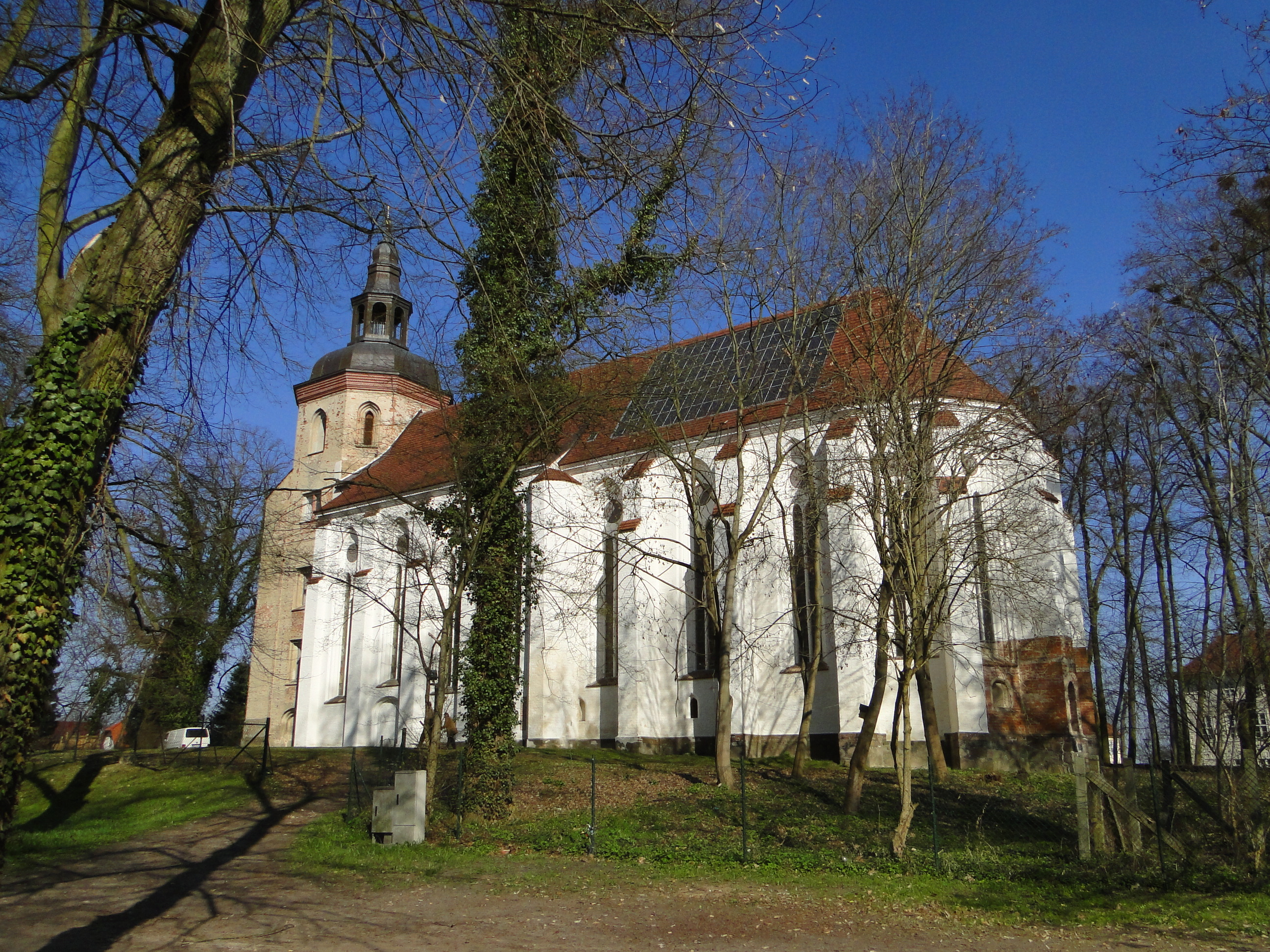
Johanniterkirche von Süden

Die Johanniterkirche bzw. Schlosskirche Mirow entstammt in Teilen noch der Kirche der Johanniter aus dem 14. Jahrhundert. Es handelt sich um einen ursprünglich im Stile der Backsteingotik errichteten Saalbau, der im Laufe der Jahrhunderte erweitert und umgebaut wurde. Der barocke Turmaufsatz geht auf eine Kupferschenkung Friedrich II. zurück, der als Kronprinz gelegentlich zu Besuch in Mirow war und den mit der herzoglichen Familie freundschaftliche Beziehungen verbanden. Durch den großen Brand 1742 wurde auch die Kirche schwer beschädigt und erhielt in Folge eine prächtige Barockeinrichtung; das Altargemälde schuf 1750 Charles Maucourt. Am Ende des Zweiten Weltkrieges brannte in der Nacht zum 1. Mai 1945 die Kirche nach Granatbeschuss durch deutsche Soldaten erneut aus. Die Innenausstattung wurde dabei weitgehend vernichtet. Der Wiederaufbau wurde nach Kriegsende mit vereinfachten Mitteln begonnen und bereits 1950 in Teilen beendet. Für die Restaurierung des zerstörten Turmes wurde Anfang 1989 (noch zu DDR-Zeiten!) ein Förderverein gegründet und ein neuer Helm konnte 1993 aufgesetzt werden. Die Fassade des Kirchenschiffs wurde ab 2008 saniert.
An die Nordseite der Schlosskirche ist die mehrfach erweiterte Fürstengruft angebaut, in der bereits 1670 und 1675 Angehörige des Hauses Mecklenburg, ab 1704 Angehörige des Hauses Mecklenburg-Strelitz ihre letzte Ruhe fanden. Im heute zugänglichen Teil der fürstlichen Grablege befinden sich noch 22 eher schlichte Särge, darunter die von fünf (gest. zwischen 1794 und 1914) der insgesamt acht Regenten des Hauses Mecklenburg-Strelitz. Zu ihnen zählt der im gleichnamigen Werk des niederdeutschen Dichters Fritz Reuter als „Dörchläuchting“ (niederdeutsch für „Durchlaucht“) karikierte Herzog Adolf Friedrich IV. von Mecklenburg-Strelitz. Sein Bruder, Karl II., ebenfalls hier bestattet, war der Vater von Luise, Königin von Preußen, und erster Großherzog (1815) von Mecklenburg im Landesteil Mecklenburg-Strelitz. Im Jahre 1996 fand hier die bisher letzte Beisetzung statt.

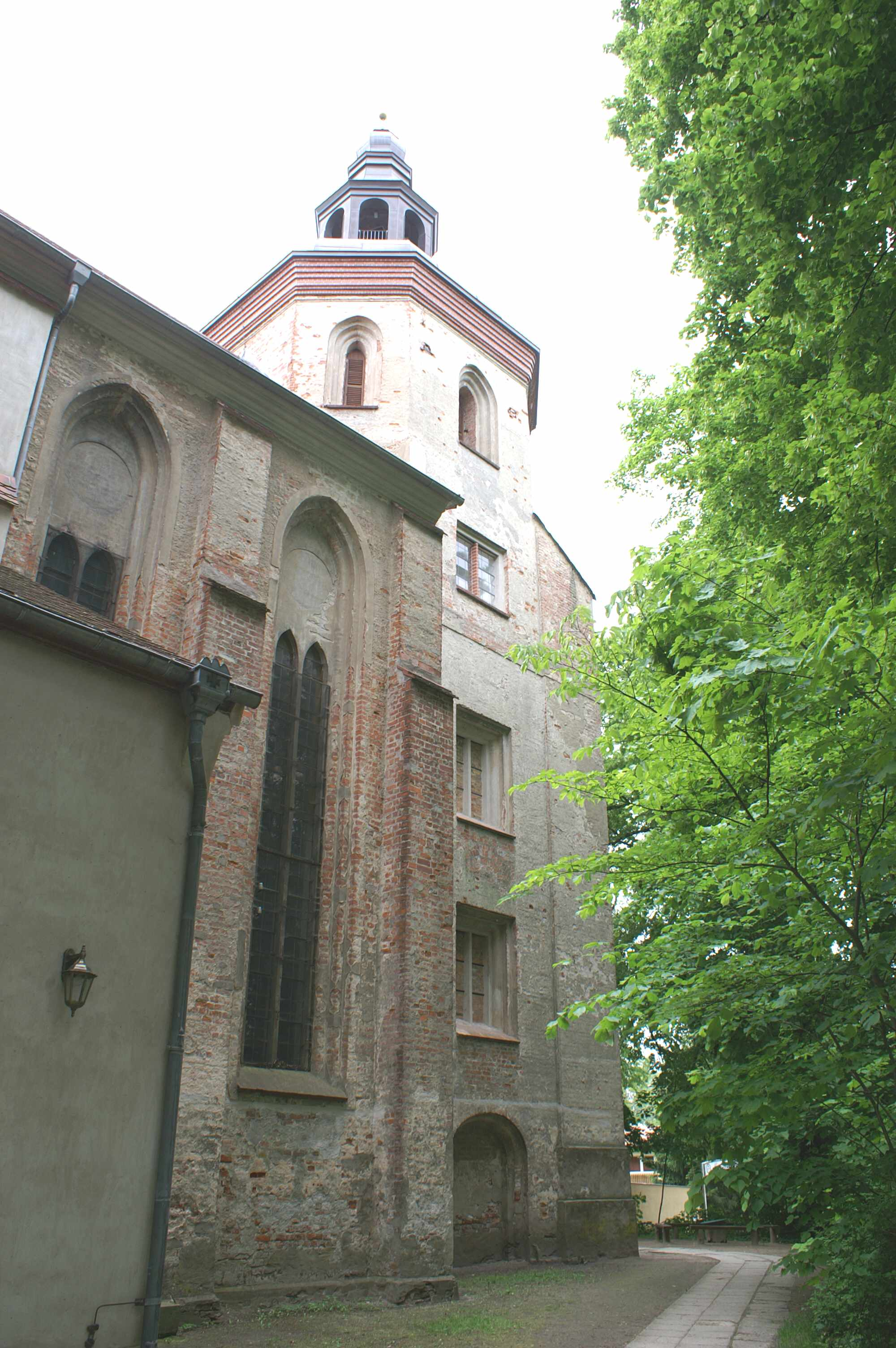
Turm von Norden
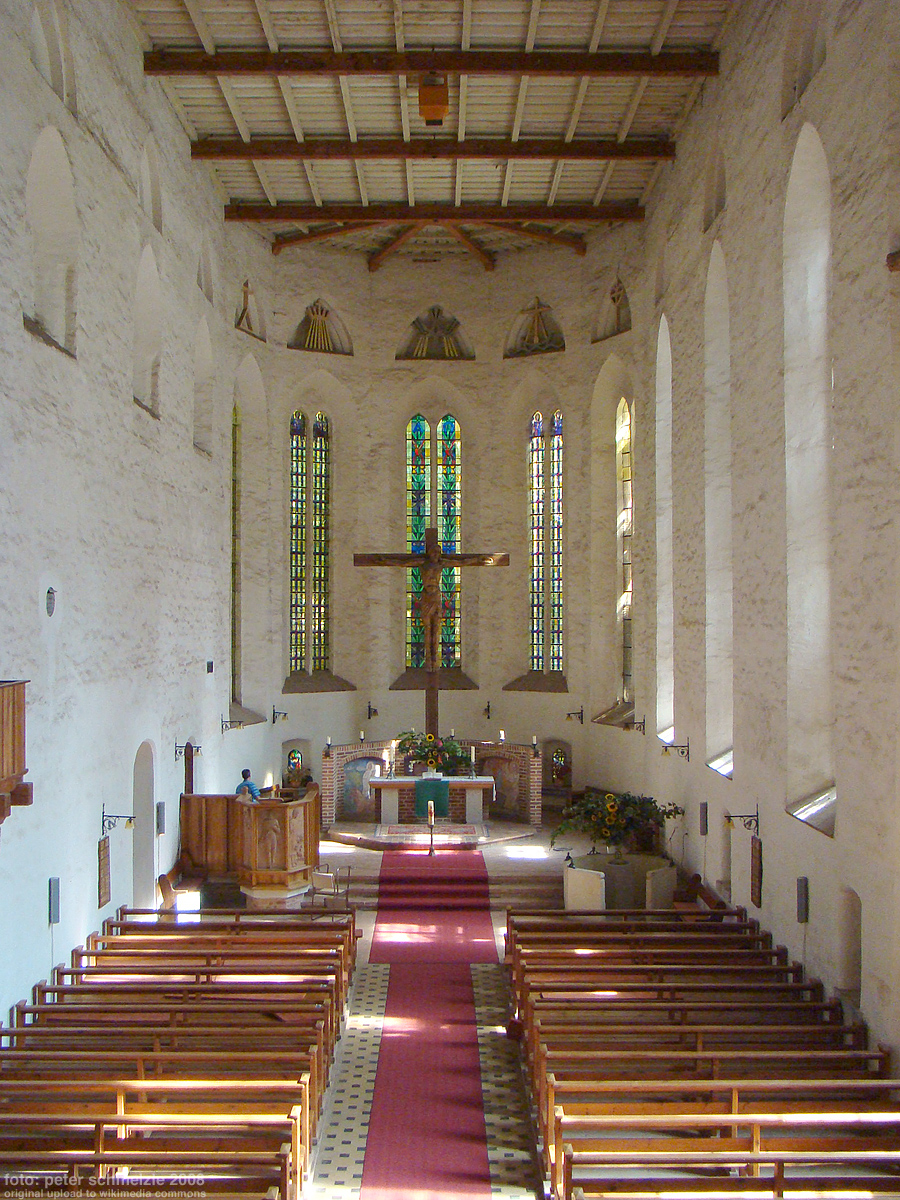
Innenansicht
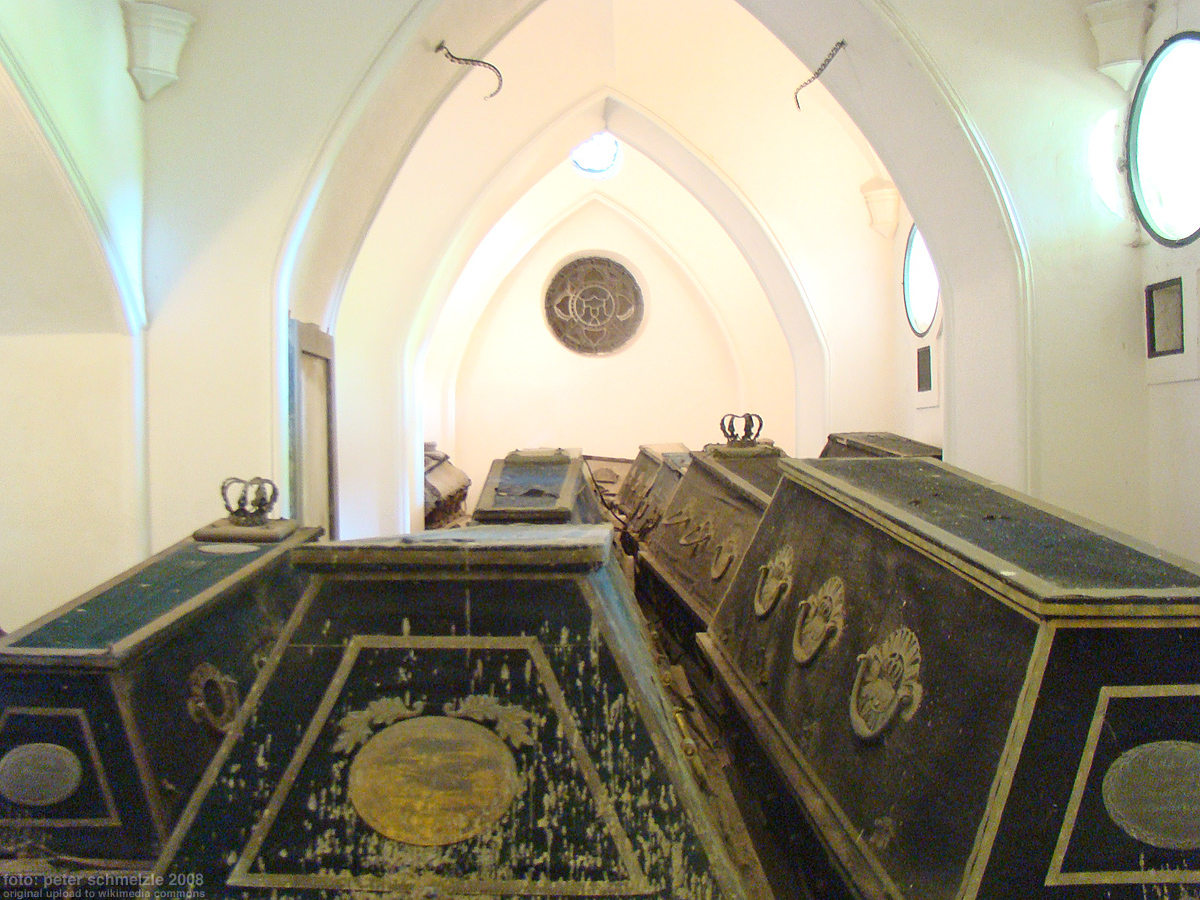
Fürstengruft

## Das Untere Schloss
Unweit des Torhauses, jedoch außerhalb der eigentlichen Schlossinsel, steht das Untere Schloss. Dieser Barockbau wurde 1766 errichtet und blieb zunächst unvollendet. Er ersetzte einen einfachen, schmucklosen Vorgängerbau, welcher von 1735 bis 1737 nach der Vermählung des sogenannten „Prinzen von Mirow“ Karl (Ludwig Friedrich), einem nachgeborenen Prinzen des Hauses Mecklenburg-Strelitz, mit Elisabeth Albertine von Sachsen-Hildburghausen errichtet worden war und in welchem etliche Kinder des Paares geboren wurden, unter ihnen Adolf Friedrich IV. und Karl II., spätere Regenten des Strelitzschen Landesteils, sowie (Sophie) Charlotte, die spätere Königin von England. Vom einstigen Geburtshaus jener Generation der strelitzschen Herzogsfamilie sind keine bildlichen Darstellungen bekannt.
Nach der Thronbesteigung von Adolf Friedrich IV. siedelte die herzogliche Familie in die strelitzsche Hauptresidenz über, ins Schloss Neustrelitz. In Mirow hörte die fürstliche Hofhaltung auf, die Schlösser standen nach 1761 weitgehend leer. Im Unteren Schloss hielt 1820 ein Lehrerseminar Einzug, wo für mehr als ein Jahrhundert Volksschullehrer für Domanialdörfer und Städte des Strelitzschen Landesteils ausgebildet wurden. Zu DDR-Zeiten beherbergte das Untere Schloss die Polytechnische Oberschule „Etkar André“ und nach der Wende ein Gymnasium. Der Schulbetrieb wurde 2006 eingestellt.
Das Untere Schloss samt Hofgebäuden und Parkanlage direkt am Wasser stand einige Jahre zum Verkauf. Im April 2014 plante eine Immobiliengesellschaft aus Köln, das Areal am Unteren Schloss Mirow zu kaufen und dort gemeinsam mit der Cöllnischen Stiftung ein Schulungs- und Ferienzentrum sowie Gästezimmer und Gastronomie einzurichten. Einem Verkehrsgutachten zufolge hatte das Gebäudeensemble (Haupthaus, Nebengebäude und Scheune) zu diesem Zeitpunkt einen Wert von etwa 310.000 Euro. Die Pläne wurden später aus unbekannten Gründen verworfen.
Im September 2017 stellte eine Investorengruppe um Clemens Adam, Gerhard Jung und Andreas Krause vom Unternehmen Immoundplan Projektgesellschaft mbH aus Freigericht (Hessen) und die Architekten Krause Architects aus London einen Sanierungsplan für das Areal vor. Dieser sah eine Investition von 30 Millionen Euro für eine gehobene Hotelanlage vor, die u. a. ein Schwimmbad, Restaurant, Konferenz- und Bankettsaal, Suiten, einen Skulpturenpark, Bootsanleger, einen Wellness- und Gymnastikbereich, Apartments, Ferienhäuser, eine Badewiese und eine Schlossterrasse vorsah. Bei einer Zustimmung der Mirower Stadtvertretung wurde ein Baubeginn Mitte 2018 in Aussicht gestellt. Offene Fragen verhinderten jedoch eine schnelle Entscheidung.
In den Folgejahren waren weitere Investorenkonzepte im Gespräch, kamen jedoch nicht zur Umsetzung. Oft scheiterten sie an einer ungeklärten Finanzierung. Im Jahr 2021 entschied sich die Stadtvertretung, vom bisher angestrebten Verkauf abzusehen und den Gebäudekomplex selbst weiterzuentwickeln. Ziel sei die Schaffung einer für die Öffentlichkeit zugänglichen neuen Mitte in Mirow. Im Unteren Schloss und den Nebengebäuden sollen in den nächsten Jahren schrittweise Ausstellungs-, Veranstaltungs-, Tagungs- und Museumsräume geschaffen werden, ein Bürgerbegegnungszentrum entstehen sowie die Touristinformation, die Bücherei und das Archiv der Stadt unterkommen. Für die Vorhaben werden insgesamt 8,5 Millionen Euro veranschlagt, die teils durch Fördermittel von Bund, Land und Europäischer Union abgedeckt werden können. Erste Arbeiten in den Nebengebäuden haben 2024 begonnen.

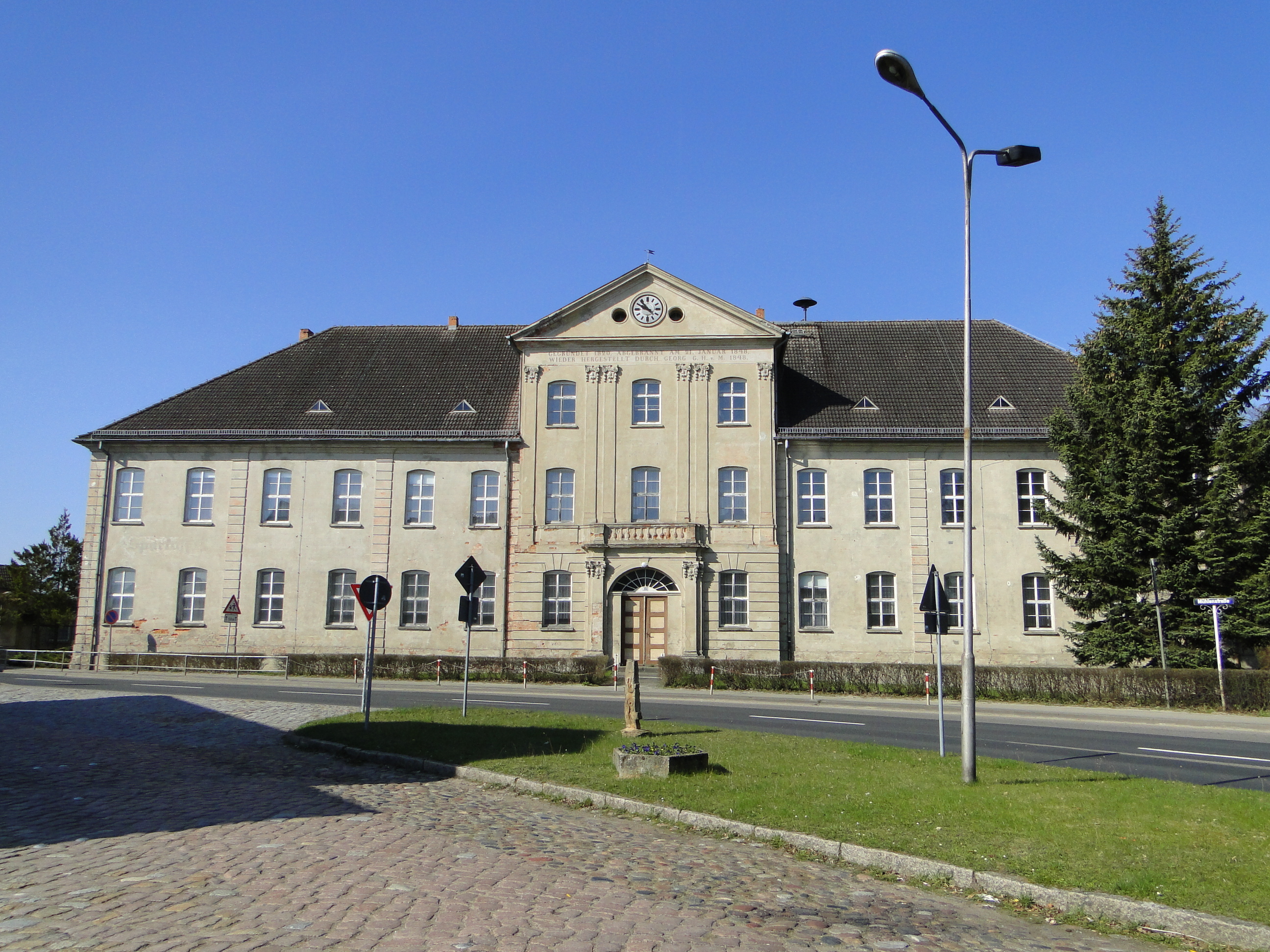
Unteres Schloss in der Mühlenstraße
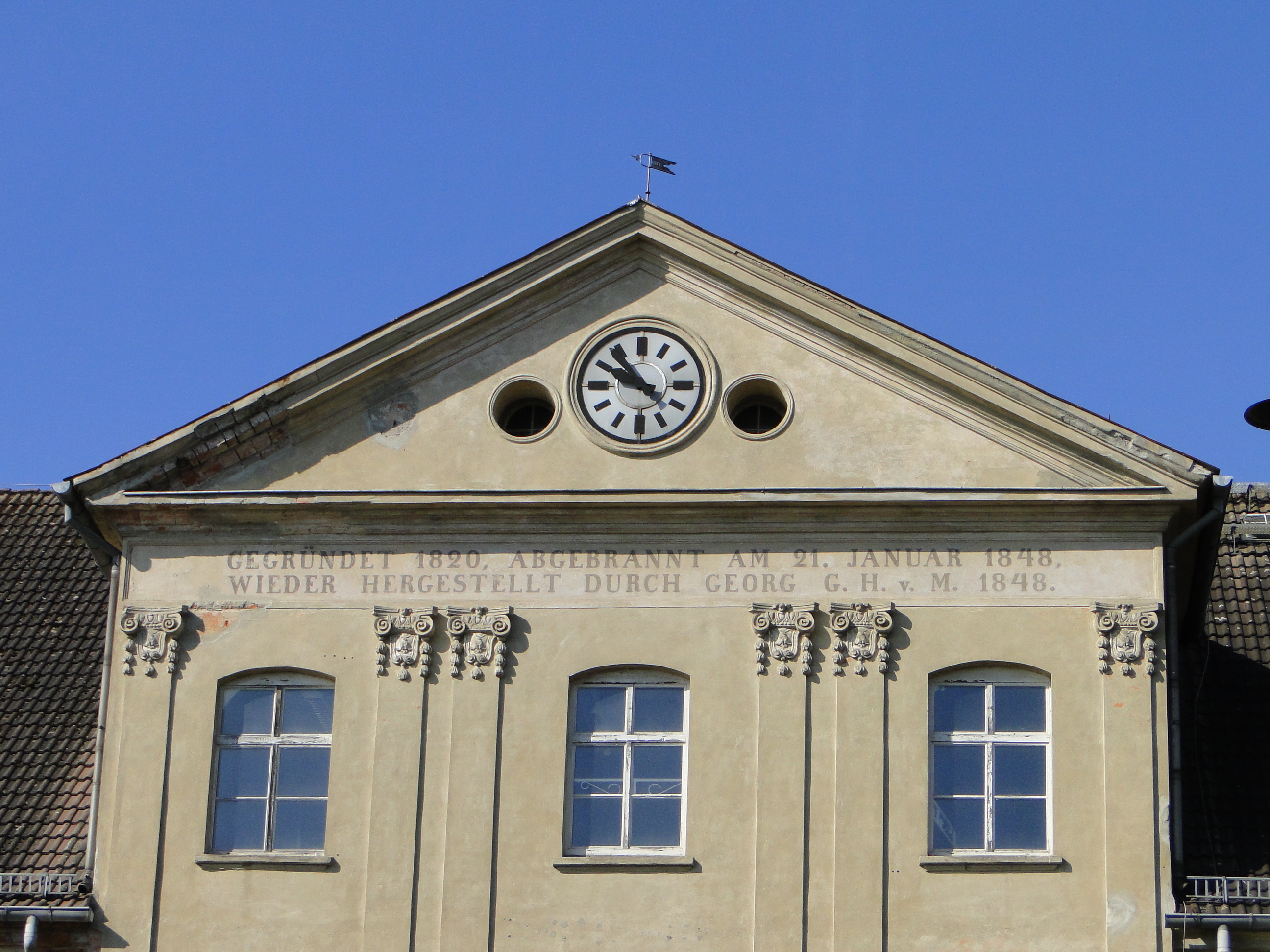
Giebelfeld des Unteren Schlosses
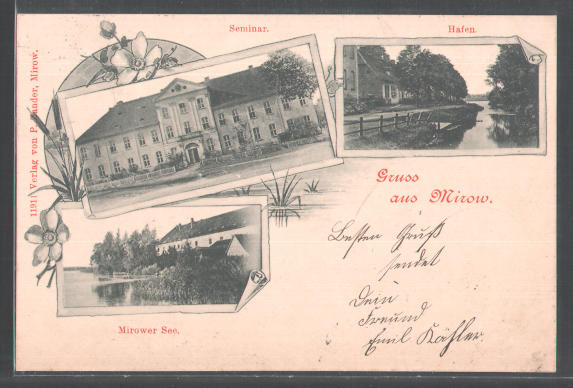
Unteres Schloss auf einer Postkarte des 19. Jahrhunderts

## Der Park und die Liebesinsel

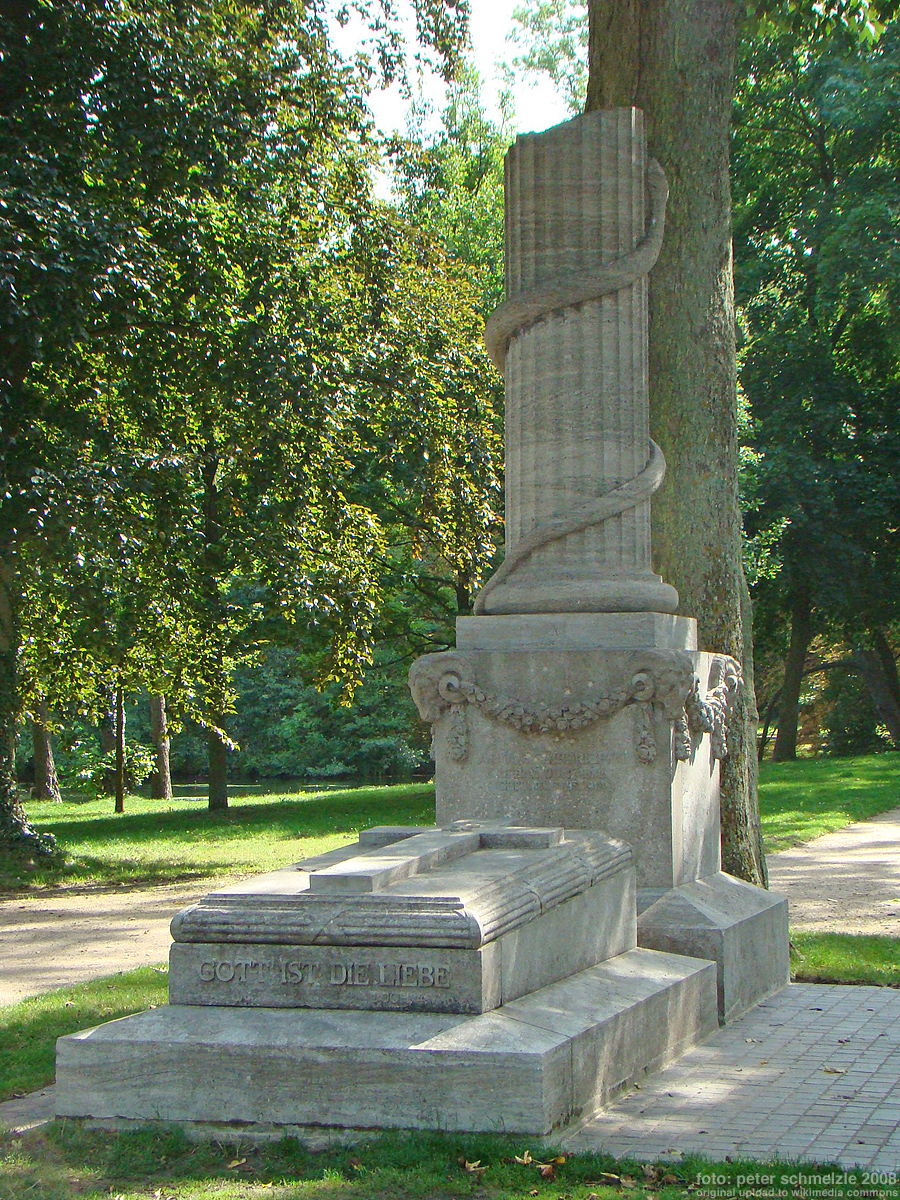
Das Grabmal von Adolf Friedrich VI.

Das Schlossensemble auf der Insel liegt inmitten eines kleinen Schlossparks. Von dem ursprünglichen Barockgarten, der das Mirower Schloss umgab, ist fast nichts erhalten. Der heutige Park ist im Stil englischer Landschaftsgärten gestaltet. Auf der „Liebesinsel“ liegen Grab und das Grabmal von Adolf Friedrich VI., des letzten Großherzogs des Landesteils Mecklenburg-Strelitz. Er starb im Februar 1918 unter ungeklärten Umständen und wurde seinem Testament von 1917 entsprechend, welches schon einen Entwurf für das Grabmal enthielt, auf der „Liebesinsel“ bestattet.